# Roberthoffstetteria nationalgeographica
La roberthoffstetteria (Roberthoffstetteria nationalgeographica) è un mammifero marsupiale estinto, appartenente ai polidolopoidei. Visse nel Paleocene inferiore (circa 64 - 63 milioni di anni fa) e i suoi resti fossili sono stati ritrovati in Sudamerica.

## Descrizione
Noto solo per resti della dentatura superiore e inferiore, questo animale doveva essere grande quanto un odierno opossum. Le caratteristiche della dentatura indicano tuttavia che Roberthoffstetteria doveva essere un animale piuttosto diverso. La mandibola era spessa e alta, e i molari erano dotati di uno spesso strato di smalto. I molari superiori erano dotati di un metaconulo molto grande che andava a formare una sorta di ipocono. L'allineamento di paraconulo, protocono e metaconulo, così come altre caratteristiche quali i cingula posteriori e anteriori espansi, la presenza di piccole cuspidi nei molari superiori e la disposizione del paraconide rispetto al metaconide dei molari inferiori ricordano le caratteristiche dentarie di alcuni marsupiali di poco successivi, come Polydolops.

## Classificazione
Roberthoffstetteria nationalgeographica venne descritto per la prima volta nel 1983, sulla base di resti fossili ritrovati in terreni del Paleocene inferiore della Bolivia, inizialmente attribuiti al Cretaceo terminale. Per lungo tempo questo animale non godette di una classificazione chiara, ma uno studio compiuto nel 2003 ha indicato che le caratteristiche dentarie di Roberthoffstetteria preannunciavano quelle riscontrabili nei polidolopoidi, un gruppo di marsupiali arcaici che svilupparono nel corso della loro evoluzione una particolare configurazione dei molari e dei premolari. Sia Roberthoffstetteria che i polidolopoidi possiedono alcune caratteristiche arcaiche, ad esempio la cuspide stilare E, assente nella maggior parte dei marsupiali sudamericani. Ulteriori studi hanno messo in luce affinità con l'altrettanto enigmatico Sillustania del Peru.